# Kremenica (Słowenia)
Kremenica – wieś w Słowenii, w gminie Ig. W 2018 roku liczyła 59 mieszkańców.